# 29443 Ремокорті
29443 Ремокорті (29443 Remocorti) — астероїд головного поясу, відкритий 13 липня 1997 року.
Тіссеранів параметр щодо Юпітера — 3,552.